# Richard-Strauss-Straße (metrostation)
Richard-Strauss-Straße is een metrostation in de wijk Bogenhausen van de Duitse stad München. Het station werd geopend op 27 oktober 1988 en wordt bediend door lijn U4 van de metro van München.